# ذي جزب (ذمار)
ذي جزب هي إحدى قرى الجمهورية اليمنية. تتبع جغرافيا لمحافظة ذمار وإداريًا لمديرية عنس. يبلغ تعداد سكانها 1458 نسمة حسب الإحصاء الذي أجري عام 2004.